# Robert-Bourassa vattenkraftverk
Robert-Bourassa vattenkraftverk, tidigare känt som La Grande-2, är ett vattenkraftverk på La Grande-floden och en del av Hydro-Québecs James Bay-projekt i Kanada.
Kraftverket kan generera upp till 5 616 MW med hjälp av 16 Francisturbiner som beställdes mellan 1979 och 1981. Tillsammans med det närliggande vattenkraftverket La Grande-2-A, som beställdes 1991–1992 använder de reservoar- och dammsystemet Robert Bourassa-reservoaren för att generera elektricitet. De två kraftverken utgör tillsammans mer än 20 % av Hydro-Québecs totala kapacitet på 36 810 MW. Tillsammans är kraftverken Kanadas största kraftverk och för närvarande[när?]  det åttonde största vattenkraftverket i världen.
Rober-Bourassa vattenkraftverk byggdes som La Grande-2, men döptes efter Québecs dåvarande premiärminister Robert Bourassa efter att han hade gett James Bay-projektet viktiga impulser.
Robert-Bourassa vattenkraftverk är den huvudsakliga anläggningen inom James Bay-projektet i det väldigt glest befolkade norra Québec. Det var också det första vattenkraftverket som byggdes inom projektet mellan åren 1974 och 1981. Québecs premiärminister vid den tiden, René Lévesque, invigde kraftverket.

## Konstruktion
Den huvudsakliga dammen ligger 117,5 kilometer från flodens mynning, vid övergångszonen mellan platå och kustnära slätt, och dess högsta höjd är cirka 162 meter. Reservoaren begränsas av 29 vallar av olika storlek. Vallarna är organiserade i tre grupper: Vall D1–D4 ligger norr om bräddavloppet och brukar kallas för Staircase of the Giants. Vall D5–D14 ligger längs den vänstra sidan av floden medan en tredje grupp, vall D17–D27, som har fått smeknamnet Duncan dykes, ligger 30 kilometer söderut. Dammen och vallarna håller en reservoar som täcker en area på 2 835 kvadratkilometer och har en användbar kapacitet på 19 365 miljarder kubikmeter. Själva vattenkraftverket är beläget under marken, sex kilometer nedströms från huvuddammen. Vattenkraftverket är försett med 16 francisturbiner i två grupper om åtta per grupp.
Under 1974 utsattes kraftverksbygget för något som fram till dess var ett av de mest extrema fallen av arbetsplatssabotage. Arbetarna på La Grande-2 använde sig av bulldozrar för att stjälpa omkull elektriska generatorer, skada tankbilar och sätta eld på byggnader. Projektet uppsköts ett helt år och följderna av sabotaget uppskattades kosta 2 miljoner CAD. Orsaken har inte fastställts men man hänvisar till tre olika faktorer: interna fackliga strider, dåliga arbetsförhållanden och upplevd arrogans från de amerikanska cheferna på entreprenörsföretaget, Bechtel Corporation.

### Fotnoter
1. ↑  Hydro-Québec Production (2010), Hydroelectric Generating Stations (as of December 31, 2009), Hydro-Québec, retrieved 2010-08-21
2. ↑   Bolduc 2000, pp. 114–115
3. ↑   Turgeon 1992, p. 111
4. ↑   Société d'énergie de la Baie James 1987, p. 117
5. ↑  Rinehart, J.W. The Tyranny of Work, Canadian Social Problems Series. Academic Press Canada (1975), pp. 78-79. ISBN 0-7747-3029-3.